# Bolotnitsa Fluctus
Il Bolotnitsa Fluctus è una struttura geologica della superficie di Venere.